# Roman (papież)
Roman (łac. Romanus) – papież w okresie od sierpnia 897 do listopada 897.

## Życiorys
Był synem Konstantyna i pochodził z Gallese koło Civita Castellana. Prawdopodobnie jego bratem był papież Maryn I.
Jako kardynał-prezbiter kościoła św. Piotra w Okowach i zwolennik Formozusa został wybrany na papieża w okresie trwających zamieszek w Rzymie. Nadał paliusz Witalisowi, biskupowi Grado, a także potwierdził prawa Gerony, Elne i Roussillon do posiadania własności ziemskich.
Po czterech miesiącach opuścił Stolicę Piotrową, a na tronie papieskim zasiadł Teodor II. Według Liber Pontificalis został złożony z urzędu przez frakcję proformozańską i uwięziony w klasztorze (data i miejsce śmierci nie są znane).